# El Poal
El Poal är en kommun i Spanien.   Den ligger i provinsen Província de Lleida och regionen Katalonien, i den östra delen av landet, 400 km öster om huvudstaden Madrid. Antalet invånare är 649. Arean är 8,9 kvadratkilometer. El Poal gränsar till Linyola, Vila-sana, El Palau d'Anglesola och Bellvís. 
Terrängen i El Poal är mycket platt.